# Socialdemocrazia della Repubblica Polacca
Socialdemocrazia della Repubblica Polacca (in polacco Socjaldemokracja Rzeczypospolitej Polskiej - SdRP) è stato un partito politico polacco di orientamento socialdemocratico costituitosi nel 1990 dalla trasformazione del Partito Operaio Unificato Polacco.
Sin dalla sua fondazione, il partito ha promosso, insieme ad altri soggetti politici, la formazione di un'ampia coalizione, l'Alleanza della Sinistra Democratica; in esso è definitivamente confluito nel 1999.
Il partito è stato guidato da Aleksander Kwaśniewski (1990-1995), Presidente della Repubblica dal 1995 al 2005 (ma che poi abbandonò il partito); Józef Oleksy (1995-1997), Primo ministro dal 1995 al 1996; Leszek Miller (1997-1999), Primo ministro dal 2001 al 2004.